# 크루엘라 드 빌
크루엘라 드 빌(영어: Cruella De Vil)는 영국 작가 도디 스미스의 1956년 소설 101마리 강아지의 가상 캐릭터이다. 그녀는 디즈니 빌런 중 한 명이다.